# Модьев
Модьев, Модоев — река в России, протекает по Старошайговскому району Республики Мордовия. Устье реки находится в 70 км от устья Сивини по правому берегу. Длина реки составляет 14 км.
Исток реки в лесу в 9 км к северо-востоку от райцентра, села Старое Шайгово. Исток лежит на водоразделе Оки и Суры, неподалёку начинается река Руднячка. Модьев течёт на юго-запад, единственный населённый пункт на берегу — деревня Сарга. Впадает в Сивинь в 3 км к северо-востоку от Старого Шайгова.

## Данные водного реестра
По данным государственного водного реестра России относится к Окскому бассейновому округу, водохозяйственный участок реки — Мокша от истока до водомерного поста города Темников, речной подбассейн реки — Мокша. Речной бассейн реки — Ока.
Код объекта в государственном водном реестре — 09010200112110000027704.